# Lukman Olaonipekun

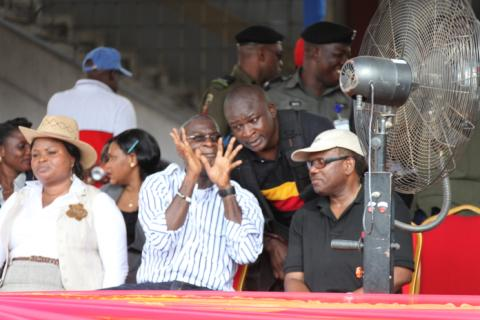
Lukman Olaonipekun s guvernérem státu Lagos, Babatunde Fashola

Lukman Olaonipekun (lidově známý jako Lukesh; * 7. prosince 1975, místní samospráva Itesiwaju, stát Oyo, Nigérie) je nigerijský fotožurnalista. Svou fotografickou kariéru zahájil v roce 1998. Olaonipekun je oficiálním osobním fotografem bývalého guvernéra státu Lagos Babatunde Fashola SAN, který se stal ministrem moci, prací a bydlení pod novou správou.

## Životopis
V roce 2003 se stal osobním fotografem ctihodného Idowu Obasy, předsedy místní vlády Onigbongbo v Ikeja, Lagos a jen o tři roky později se stal osobním fotografem guvernéra státu, Jeho Excelence Babatunde Fashola .
Tuto pozici zastává dodnes a jeho práce ho zavedla po celém světě.
Lukman je autorem knihy BRF: A Story in Photographs, která dokumentuje život sloužícího guvernéra v Nigérii. V roce 2009 absolvoval krátké kurzy na London School of Photography a v letech 2006 až 2009 byl účastníkem World Press Photo Award. Lukman je také členem Asociace fotožurnalistů Nigérie a Světové fotografické organizace .
Jeho kniha „The Fashola Years“ byla vydána v roce 2015 nakladatelstvím Quramo Publishing pod nakladatelstvím Qbooks.

## Výstavy
- 2009 - Then and Now at City Hall, Lagos Island
- 2013 - My Contract with Lagos at Blue Roof, Lagos
- 2013 - Lagos: Being and Becoming at City Hall, Lagos

## Ocenění
- 2011 – Nigeria Photography Awards Nejlepší kulturní fotografie roku
- 2011 – Nigeria Photography Awards Nejlepší aktuální fotografie roku
- 2012 – Nigeria Photography Awards Nejlepší lifestylová fotografie roku
- 2012 – Nigeria Photography Awards Nejlepší fotografie přírody roku
- 2012 – Nigeria Photography Awards Nejlepší fotografie roku ve volné přírodě
- 2012 – Nigeria Photography Awards Nejlepší reklamní a komerční fotografie roku